# 奧林匹克運動會塞爾維亞代表團
塞爾維亞是在1912年首度參加奧運會；在96年後才又重新以獨立代表團的身分參加2008年的北京奧運。在1920年至2006年間，塞爾維亞的運動員分別以南斯拉夫及塞爾維亞與蒙特內哥羅代表團的名義參與。1992年他們則是以独立奥林匹克参赛者的身分參加。

## 歷史
尽管没有参加雅典举行的第一届夏季奥运会，塞尔维亚国王亚历山大·奥布雷诺维奇也应希腊国王乔治一世的邀请参加了比赛，并在为匈牙利而竞争的这些比赛中，莫西洛·塔维卡成为第一位夺得奥运会铜牌的塞族人（当时项目是网球）。
從1920年至1992年冬季奥林匹克运动会，塞爾維亞運動員以南斯拉夫隊伍名義參賽。1992年夏季奥林匹克运动会因為联合国制裁，他們以奧林匹克運動會獨立參賽者參賽。繼續制裁意味著沒有塞爾維亞運動員能夠參加1994年冬季奥林匹克运动会。制裁1995年撤除。
从1996年夏季奥运会到2006年冬奥会，他们作为奥林匹克运动会塞尔维亚和黑山代表团的一部分参加了比赛。
举例来说，最好的例子是七次奥运射手和1988年金牌得主亚斯娜·舍卡里奇，她在二十四年的奥运职业生涯中在四面不同的旗帜下竞争。她于1988年在南斯拉夫旗帜下开始工作，随后于1992年在塞尔维亚和黑山的旗帜下从事独立参与者的竞争，1996年至2004年以及2008年和2012年她代表塞尔维亚参赛。

## 獎牌榜
| 賽事             | 參賽人數                               | 金牌                                   | 銀牌                                   | 銅牌                                   | 總計                                   | 排名                                   |
| 1912年斯德哥爾摩 | 3                                      | 0                                      | 0                                      | 0                                      | 0                                      | –                                      |
| 1920–1988        | 作为 南斯拉夫（YUG）的一部分           | 作为 南斯拉夫（YUG）的一部分           | 作为 南斯拉夫（YUG）的一部分           | 作为 南斯拉夫（YUG）的一部分           | 作为 南斯拉夫（YUG）的一部分           | 作为 南斯拉夫（YUG）的一部分           |
| 1992年巴塞隆納   | 作为 独立奥林匹克参赛者（IOP）的一部分 | 作为 独立奥林匹克参赛者（IOP）的一部分 | 作为 独立奥林匹克参赛者（IOP）的一部分 | 作为 独立奥林匹克参赛者（IOP）的一部分 | 作为 独立奥林匹克参赛者（IOP）的一部分 | 作为 独立奥林匹克参赛者（IOP）的一部分 |
| 1996–2004        | 作为 塞尔维亚和黑山（SCG）的一部分     | 作为 塞尔维亚和黑山（SCG）的一部分     | 作为 塞尔维亚和黑山（SCG）的一部分     | 作为 塞尔维亚和黑山（SCG）的一部分     | 作为 塞尔维亚和黑山（SCG）的一部分     | 作为 塞尔维亚和黑山（SCG）的一部分     |
| 2008年北京       | 92                                     | 0                                      | 1                                      | 2                                      | 3                                      | 61                                     |
| 2012年倫敦       | 116                                    | 1                                      | 1                                      | 2                                      | 4                                      | 43                                     |
| 2016年里約熱內盧 | 103                                    | 2                                      | 4                                      | 2                                      | 8                                      | 32                                     |
| 2020年東京       | 87                                     | 3                                      | 1                                      | 5                                      | 9                                      | 28                                     |
| 2024年巴黎       | 113                                    | 3                                      | 1                                      | 1                                      | 5                                      | 27                                     |
| 2028年洛杉磯     | 未來賽事                               |                                        |                                        |                                        |                                        |                                        |
| 2032年           | 未來賽事                               |                                        |                                        |                                        |                                        |                                        |
| 总计             | 总计                                   | 9                                      | 8                                      | 12                                     | 29                                     | 64                                     |

| 賽事                      | 參賽人數                           | 金牌                               | 銀牌                               | 銅牌                               | 總計                               | 排名                               |
| 1924–1992                 | 作为 南斯拉夫（YUG）的一部分       | 作为 南斯拉夫（YUG）的一部分       | 作为 南斯拉夫（YUG）的一部分       | 作为 南斯拉夫（YUG）的一部分       | 作为 南斯拉夫（YUG）的一部分       | 作为 南斯拉夫（YUG）的一部分       |
| 1994–2006                 | 作为 塞尔维亚和黑山（SCG）的一部分 | 作为 塞尔维亚和黑山（SCG）的一部分 | 作为 塞尔维亚和黑山（SCG）的一部分 | 作为 塞尔维亚和黑山（SCG）的一部分 | 作为 塞尔维亚和黑山（SCG）的一部分 | 作为 塞尔维亚和黑山（SCG）的一部分 |
| 2010年溫哥華              | 10                                 | 0                                  | 0                                  | 0                                  | 0                                  | –                                  |
| 2014年索契                | 8                                  | 0                                  | 0                                  | 0                                  | 0                                  | –                                  |
| 2018年平昌                | 4                                  | 0                                  | 0                                  | 0                                  | 0                                  | –                                  |
| 2022年北京                | 2                                  | 0                                  | 0                                  | 0                                  | 0                                  | –                                  |
| 2026年米蘭-科尔蒂纳丹佩佐 | 未來賽事                           |                                    |                                    |                                    |                                    |                                    |
| 总计                      | 总计                               | 0                                  | 0                                  | 0                                  | 0                                  | –                                  |

### 项目奖牌榜
| 项目               | 金牌 | 銀牌 | 銅牌 | 总计 |
| ------------------ | ---- | ---- | ---- | ---- |
| 水球               | 3    | 0    | 2    | 5    |
| 跆拳道             | 2    | 2    | 1    | 5    |
| 射击               | 1    | 2    | 2    | 5    |
| 网球               | 1    | 0    | 1    | 2    |
| 摔跤               | 1    | 0    | 1    | 2    |
| 空手道             | 1    | 0    | 0    | 1    |
| 篮球               | 0    | 1    | 2    | 3    |
| 排球               | 0    | 1    | 1    | 2    |
| 皮划艇             | 0    | 1    | 0    | 1    |
| 游泳               | 0    | 1    | 0    | 1    |
| 田径               | 0    | 0    | 1    | 1    |
| 三对三篮球         | 0    | 0    | 1    | 1    |
| 总计（共12个项目） | 9    | 8    | 12   | 29   |

## 外部連結
- . International Olympic Committee.   [2017-03-20]. （原始内容存档于2021-02-12）.
- . Olympic.org. International Olympic Committee.
- . International Olympic Committee.   [2017-03-20]. （原始内容存档于2020-10-01）.
- . Sports-Reference.com.   [2017-03-20]. （原始内容存档于2008-12-30）.